# 이암블리코스

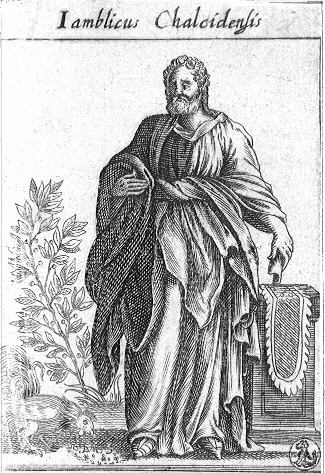

이암블리코스(Iamblichus: 고대 그리스어: Ἰάμβλιχος, c. 245-c. 325) 또는 이암블리코스 칼키덴시스(Iamblichus Chalcidensis)는 아시리아 태생의 신플라톤주의 철학자이다. 시리아파의 창시자. 플라톤 철학, 신플라톤주의의 기초 위에서 자연학 ·윤리학 ·형이상학의 연구를 통하여 철학과 신비학의 새로운 결합을 시도했다. 이암블리코스는 후기 신플라톤주의 철학의 방향성을 결정하는 역할을 하였다. 이암블리코스는 피타고라스 철학에 관한 개요서를 저술한 것으로 가장 잘 알려져 있다. 이암블리코스가 저술한 것으로 간주되는 저작으로는 《신성 마법 또는 이집트의 신비 가르침(Theurgia, or De Mysteriis Aegyptiorum》과 《피타고라스와 피타고라스주의자의 삶(De Vita Pythagorica)》을 비롯한 다수의 저작이 있다.이암블리코스는 온갖 종교적 의식, 신화를 포섭할 수 있는 종합적 다신교적 신학을 시도하였다

## 같이 보기
- 단일신교